# Beneficenza
Con beneficenza s'intende un aiuto economico a persone o comunità bisognose.

## Modalità

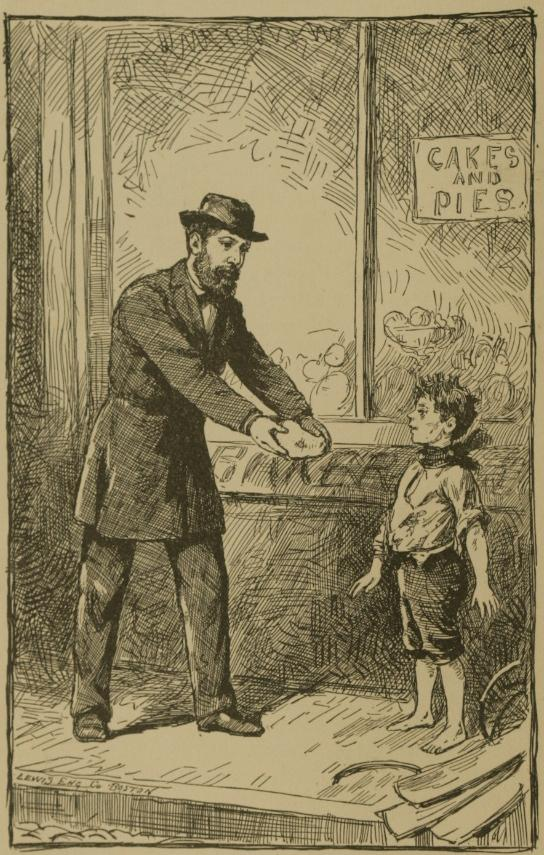
Illustrazione della carità, 1884

Essendo un'erogazione di un aiuto a favore di soggetti terzi - da parte di privati od organizzazioni che svolgono un'azione senza finalità di lucro - corretto è parlare di donazione, come termine giuridico. Meno corretto, ma ancora usato, è il termine carità, per indicare l'azione del fare o ricevere beneficenza.
Le beneficenza viene di solito fatta devolvendo gli introiti ottenuti in apposite occasioni, ad esempio durante gare, spettacoli, tombole, cene, pesche di beneficenza. Similmente i fondi possono essere raccolti mediante la vendita di piccoli oggetti quali bomboniere, braccialetti, gadgets vari.
Nell'ambito del servizio sociale la beneficenza è intesa come una delle tipologie d'intervento finalizzate a rispondere ai bisogni degli utenti.

## Etimologia
La parola carità ha avuto origine nel tardo inglese antico per significare "amore cristiano per i propri simili", e almeno fino all'inizio del XX secolo, questo significato è rimasto sinonimo di carità. A parte questo significato originario, carità è etimologicamente legata al cristianesimo, con la parola che originariamente entrava nella lingua inglese attraverso il vocabolo del francese antico charité, che derivava dal latino caritas, un parola comunemente usata nella Vulgata del Nuovo Testamento per tradurre la parola greca agape (ἀγάπη), una forma distinta di amore.
Nel tempo, il significato di carità si è evoluto da quello di "amore cristiano" a quello di "provvedere ai bisognosi; generosità e donazione", un passaggio iniziato con la parola francese antica charité. Così, mentre le versioni più antiche della Bibbia di Douay-Rheims e King James traducono istanze di agape (come quelle che appaiono nell'Inno alla carità) come "carità", le versioni inglesi moderne della Bibbia tipicamente traducono agape come "amore".

## Storia
La questione della beneficenza si pose quando, nei primi anni dell'era cristiana, i ricchi erano sollecitati ad aiutare i bisognosi, in rispetto dei precetti evangelici. Fu compito della Chiesa porsi come ente di raccolta dei fondi da distribuire tramite istituzioni di carità.

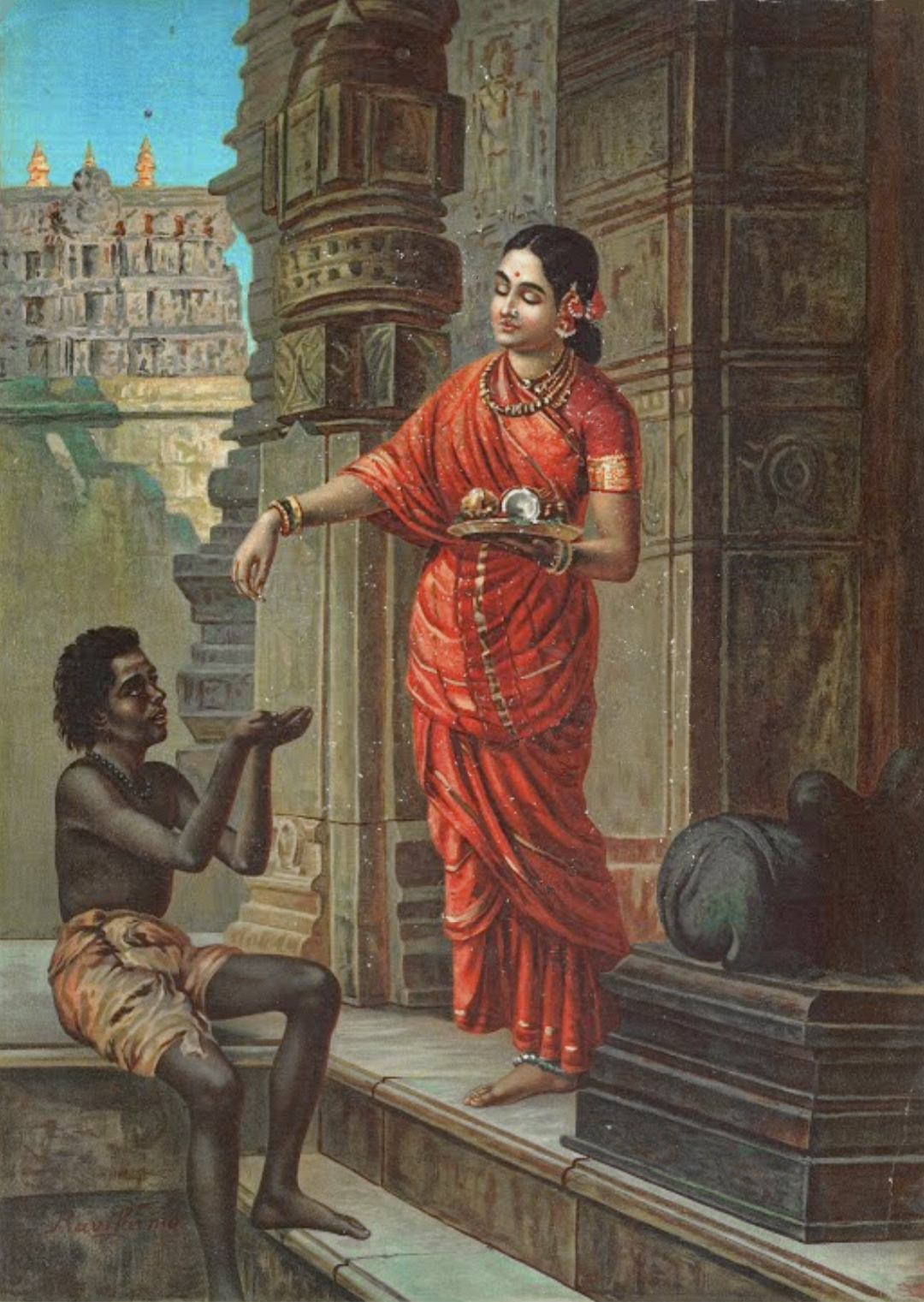
Una donna indù che fa l'elemosina (dipinto di Raja Ravi Varma)

Se già nel V secolo erano stati creati ospizi per i pellegrini, nel Medioevo una parte dei compiti assistenziali vennero affidati alle confraternite, ossia associazioni laiche controllate dai religiosi, alle quali nel corso dei secoli spettò di dirigere le amministrazioni ospedaliere.
Durante il Cinquecento, le attività di beneficenza della Chiesa subirono un periodo di crisi e di caos, a causa del disordine e della corruzione presenti, almeno fino alla Controriforma.
Ciò indusse alcuni Paesi europei, come la Francia a sostituire l'autorità religiosa con quella laica, nella gestione della beneficenza. In questo periodo sorsero il Monti di Pietà, asili per trovatelli e orfani.
Una svolta si ebbe durante l'Illuminismo, quando si mise in discussione il senso della beneficenza, arrivando alla conclusione che il far del bene fosse un dovere regolato dalla ragione degli uomini. Lentamente, nel corso degli anni, la storia della beneficenza si confuse sempre più con quella dell'assistenza sociale, realizzata o sotto il controllo dello Stato o attraverso enti pubblici (in Italia, per esempio, fu istituito l'IPAB) o privati.

## Pratica
La donazione caritatevole è l'atto di donare denaro, beni o tempo all'infelice, direttamente o per mezzo di un fondo caritatevole o altra causa meritevole. La donazione caritatevole come atto o dovere religioso è chiamata elemosina. Il nome deriva dall'espressione più evidente della virtù della carità; dando ai destinatari i mezzi di cui hanno bisogno per sopravvivere. Gli impoveriti, in particolare quelli vedovi o orfani, e i malati o feriti, sono generalmente considerati i giusti destinatari della carità. Le persone che non possono mantenersi da sole e sono prive di mezzi di sostentamento esterni a volte diventano "mendicanti", sollecitando direttamente l'aiuto di estranei incontrati in pubblico.
Alcuni gruppi considerano la carità come distribuita ad altri membri all'interno del loro gruppo particolare. Sebbene il dare a coloro che sono quasi legati a se stessi sia talvolta chiamato carità - come nel detto "La carità inizia in casa" - normalmente la carità denota il dare a coloro che non sono imparentati, per sostenere la propria famiglia e gli amici. Infatti, trattare coloro che sono legati al donatore come se fossero estranei bisognosi di carità ha portato alla figura retorica "fredda come la carità": provvedere ai propri parenti come se fossero estranei, senza affetto.
La maggior parte delle forme di beneficenza si occupa di fornire beni di prima necessità come cibo, acqua, vestiti, assistenza sanitaria e riparo, ma altre azioni possono essere eseguite come beneficenza: visitare i detenuti o i costretti a casa, riscattare i prigionieri, educare gli orfani e persino i movimenti sociali. Anche le donazioni a favore di cause che beneficiano indirettamente gli sfortunati, come le donazioni per finanziare la ricerca sul cancro, sono di beneficenza.
Ad esempio la Make a Wish Foundation (John Cena detiene il titolo per la maggior parte dei desideri concessi da un singolo individuo, con oltre 650 desideri) e il World Wildlife Fund. Alcuni enti di beneficenza si sono modernizzati nel tempo e consentono alle persone di donare online, attraverso siti Web come JustGiving. Originariamente la carità prevedeva che il benefattore consegnasse direttamente i beni al ricevente. Questa pratica è stata continuata da alcuni individui, ad esempio Sal Dimiceli, e organizzazioni di servizio, come i Jaycees. Con l'ascesa di processi peer-to-peer più sociali, molti enti di beneficenza si stanno allontanando dal modello di beneficenza e stanno iniziando ad adottare questo approccio più diretto da donatore a destinatario. Esempi di questo includono Global Giving (finanziamento diretto di progetti di sviluppo della comunità nei paesi in via di sviluppo), DonorsChoose (per progetti con sede negli Stati Uniti), Kiva (finanziamento di prestiti amministrati da organizzazioni di microfinanza nei paesi in via di sviluppo) e Zidisha (finanziamento diretto di singoli mutuatari di microfinanza).
Ci sono stati studi su chi dà di più in beneficenza. Uno studio condotto negli Stati Uniti ha rilevato che come percentuale del reddito, le donazioni di beneficenza aumentavano al diminuire del reddito. Il quinto più povero degli americani, ad esempio, ha dato via il 4,3% del proprio reddito, mentre il quinto più ricco ha dato via il 2,1%. In termini assoluti, questa era una media di 453 dollari con un reddito medio di 10.531 dollari, rispetto a 3.326 dollari con un reddito di 158.388 dollari.
Gli studi hanno anche scoperto che "le persone che sono religiose hanno maggiori probabilità di donare denaro a organizzazioni di beneficenza" e hanno anche maggiori probabilità di dare più denaro di coloro che non sono religiosi. Tra questi individui ci sono membri delle comunità religiose americane, su cui l'Institute for Social Policy and Understanding ha condotto uno studio sulle donazioni filantropiche e di beneficenza.
Uno studio del 2021 ha rilevato che quando ai potenziali donatori è stato chiesto di scegliere tra due obiettivi di donazione simili, erano più propensi a rinunciare del tutto alla donazione.

### Critica

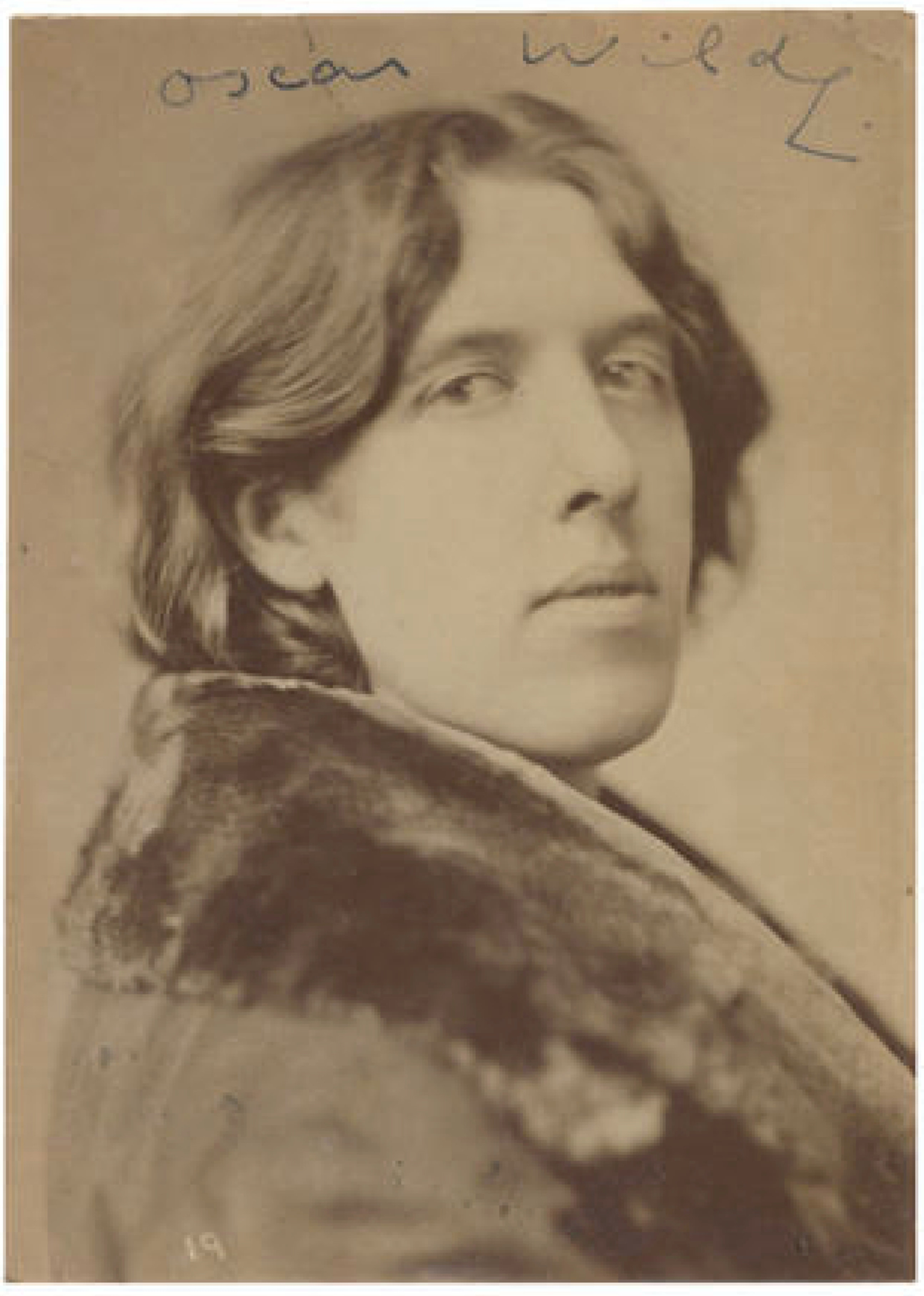
Oscar Wilde

Una critica filosofica della carità può essere trovata nel saggio di Oscar Wilde L'anima dell'uomo sotto il socialismo, dove lo definisce "un modo ridicolmente inadeguato di restituzione parziale... di solito accompagnato da qualche tentativo impertinente da parte del sentimentale di tiranneggiare sulla vita privata [dei poveri]", nonché rimedio che prolunga la "malattia" della povertà, anziché curarla. I pensieri di Wilde sono citati con approvazione da Slavoj Žižek, e il pensatore sloveno aggiunge la sua descrizione dell'effetto della carità:
Quando, di fronte alla bambina affamata, ci viene detto: "Per il prezzo di un paio di cappuccini, puoi salvarle la vita!", il vero messaggio è: "Al prezzo di un paio di cappuccini, puoi continuare la tua vita ignorante e piacevole, non solo non sentendoti in colpa, ma anche sentendoti bene per aver partecipato alla lotta contro la sofferenza!". 
Friedrich Engels, nel suo trattato del 1845 sulla condizione della classe operaia in Inghilterra, sottolinea che le donazioni caritatevoli, sia da parte di governi che di individui, sono spesso viste dai donatori come un mezzo per nascondere sofferenze spiacevoli da vedere. Engels cita una lettera al direttore di un quotidiano inglese che si lamenta di ciò:
le strade sono infestate da sciami di mendicanti, che cercano di risvegliare la pietà dei passanti nel modo più svergognato e fastidioso, esponendo i loro vestiti sbrindellati, l'aspetto malaticcio, le ferite e le deformità disgustose. Dovrei pensare che quando non solo si paga il povero, ma si contribuisce anche in gran parte alle istituzioni caritatevoli, si è fatto abbastanza per guadagnarsi il diritto di essere risparmiati da tali molestie sgradevoli e impertinenti.
La borghesia inglese, conclude Engels,
è caritatevole per interesse personale; non dà nulla a titolo definitivo, ma considera i suoi doni come una questione d'affari, fa un patto con i poveri, dicendo: "Se spendo così tanto per istituzioni benevole, compro così il diritto di non essere più turbato, e tu ne sei vincolato rimanere nei tuoi buchi oscuri e non irritare i miei teneri nervi esponendo la tua miseria. Ti dispererai come prima, ma ti dispererai senza essere visto, di questo ho bisogno, questo lo acquisto con il mio abbonamento di venti sterline per l'infermeria!" È infame questa carità di cristiano borghese!.
Il teologo americano Reinhold Niebuhr ha anche affermato che la carità potrebbe più che spesso fungere da sostituto della vera giustizia. Nella sua opera del 1932 Moral Man and Immoral Society ha criticato gli enti di beneficenza che finanziavano l'istruzione nera, scrivendo che la "filantropia bianca" non è riuscita a fare un "attacco frontale alle ingiustizie sociali" di cui soffrivano i neri americani. Ha scritto: "In precedenza abbiamo suggerito che la filantropia combina la genuina pietà con l'esibizione del potere e che quest'ultimo elemento spiega perché i potenti sono più inclini a essere generosi che a garantire la giustizia sociale".
Il filosofo Peter Singer si oppone alla carità sulla base del fatto che gli interessi di tutte le persone dovrebbero contare allo stesso modo poiché la loro posizione geografica o lo stato di cittadinanza non pregiudica i loro obblighi nei confronti della società.
L'Institute of Economic Affairs ha pubblicato un rapporto nel 2012 intitolato "Sock Puppets: How the government lobbies itself and why", che criticava il fenomeno dei governi che finanziano enti di beneficenza che poi fanno pressioni sul governo stesso per i cambiamenti che il governo voleva fin dall'inizio.

#### Dibattito basato sui bisogni e sui diritti
La crescente consapevolezza della povertà e dell'insicurezza alimentare ha portato a dibattiti tra gli studiosi sull'approccio basato sui bisogni rispetto a quello basato sui diritti. L'approccio basato sui bisogni fornisce esclusivamente ai destinatari ciò di cui hanno bisogno, senza aspettarsi alcuna azione in risposta. Esempi di approcci basati sui bisogni includono donazioni di beneficenza, filantropia e altri investimenti privati. Un approccio basato sui diritti, d'altra parte, include la partecipazione da entrambe le parti, con i destinatari che esercitano un'influenza attiva sulle politiche. Politicamente, un approccio basato sui diritti sarebbe illustrato nelle politiche di redistribuzione del reddito, minimi salariali e sussidi in denaro. Mariana Chilton, nell'American Journal of Public Health, ha suggerito che le attuali politiche governative riflettano l'approccio basato sui bisogni. Chilton ha affermato che ciò porta a un'idea sbagliata che la carità sia la cura per l'insicurezza dei bisogni di base, e questo malinteso spinge il governo a evitare la riforma del welfare e invece a fare affidamento su organizzazioni di beneficenza e filantropi. Amelia Barwise ha sostenuto l'argomento di Chilton descrivendo le conseguenze della filantropia. Utilizzando un esempio della donazione di 1,8 miliardi di dollari di Michael Bloomberg alla Johns Hopkins University per i debiti degli studenti, Barwise ha messo in dubbio l'uso più efficace di questi soldi. Ha elencato una motivazione della filantropia per evitare di pagare le tasse federali, in modo che il donatore possa essere riconosciuto per la sua generosità e inviare i soldi guadagnati alle organizzazioni di cui sono appassionati. Barwise ha quindi insinuato che le azioni di Bloomberg assomigliano a questa motivazione, dal momento che ha risparmiato 600 milioni di dollari in tasse federali e ha donato i soldi alla sua alma mater. Inoltre, questa idea non politicizzata di filantropia e beneficenza è legata all'approccio del governo alla povertà. Barwise ha affermato che gli americani hanno un'innata sfiducia nei confronti del governo, che li induce a favorire azioni private e de-politicizzate come la carità. La sua ricerca esplora le conseguenze delle azioni filantropiche e come il denaro può essere utilizzato in modo più efficace. In primo luogo, Barwise ha affermato che poiché la filantropia consente l'evasione fiscale, il che diminuisce le opportunità per politiche di welfare che sosterrebbero tutti i lavoratori a basso reddito. Inoltre, la filantropia può sminuire la missione dell'istituzione e dare più potere e influenza al donatore.
Riconoscendo queste conseguenze della filantropia e la diminuzione dei finanziamenti pubblici, Mariana Chilton ha offerto soluzioni attraverso l'approccio basato sui diritti. Chilton ha sostenuto che il governo dovrebbe adottare un approccio più basato sui diritti per includere più persone nelle loro politiche e migliorare significativamente l'insicurezza dei bisogni di base. Ha chiesto la responsabilità del governo, un aumento della trasparenza, un aumento della partecipazione pubblica e il riconoscimento della vulnerabilità e della discriminazione causate dalle politiche attuali. Ha sostenuto una maggiore legislazione federale che fornisce reti di sicurezza sociale attraverso programmi di autorizzazione, riconoscendo lo SNAP come piccolo esempio. Chilton ha concluso con un elenco di quattro strategie per un piano nazionale:
- aumentare il monitoraggio per valutare le minacce all'insicurezza alimentare,
- migliorare il coordinamento nazionale, statale e locale,
- migliorare la responsabilità,
- utilizzare la partecipazione pubblica per aiutare a costruire politiche.

## Filosofie
La carità nel cristianesimo 
Nell'Europa medievale durante il XII e il XIII secolo, la cristianità latina subì una rivoluzione caritatevole. I ricchi mecenati fondarono molti lebbrosari e ospedali per i malati e per i poveri. Sono emerse nuove confraternite e ordini religiosi con la missione primaria di impegnarsi in un'intensa attività caritativa. Gli storici discutono le cause. Alcuni sostengono che questo movimento sia stato stimolato da forze economiche e materiali, nonché da una fiorente cultura urbana. Altri studiosi sostengono che gli sviluppi nella spiritualità e nella cultura devozionale siano stati centrali. Per altri studiosi ancora, la carità medievale era principalmente un modo per elevare il proprio status sociale e affermare le gerarchie di potere esistenti.
 Tzedakah nel giudaismo 

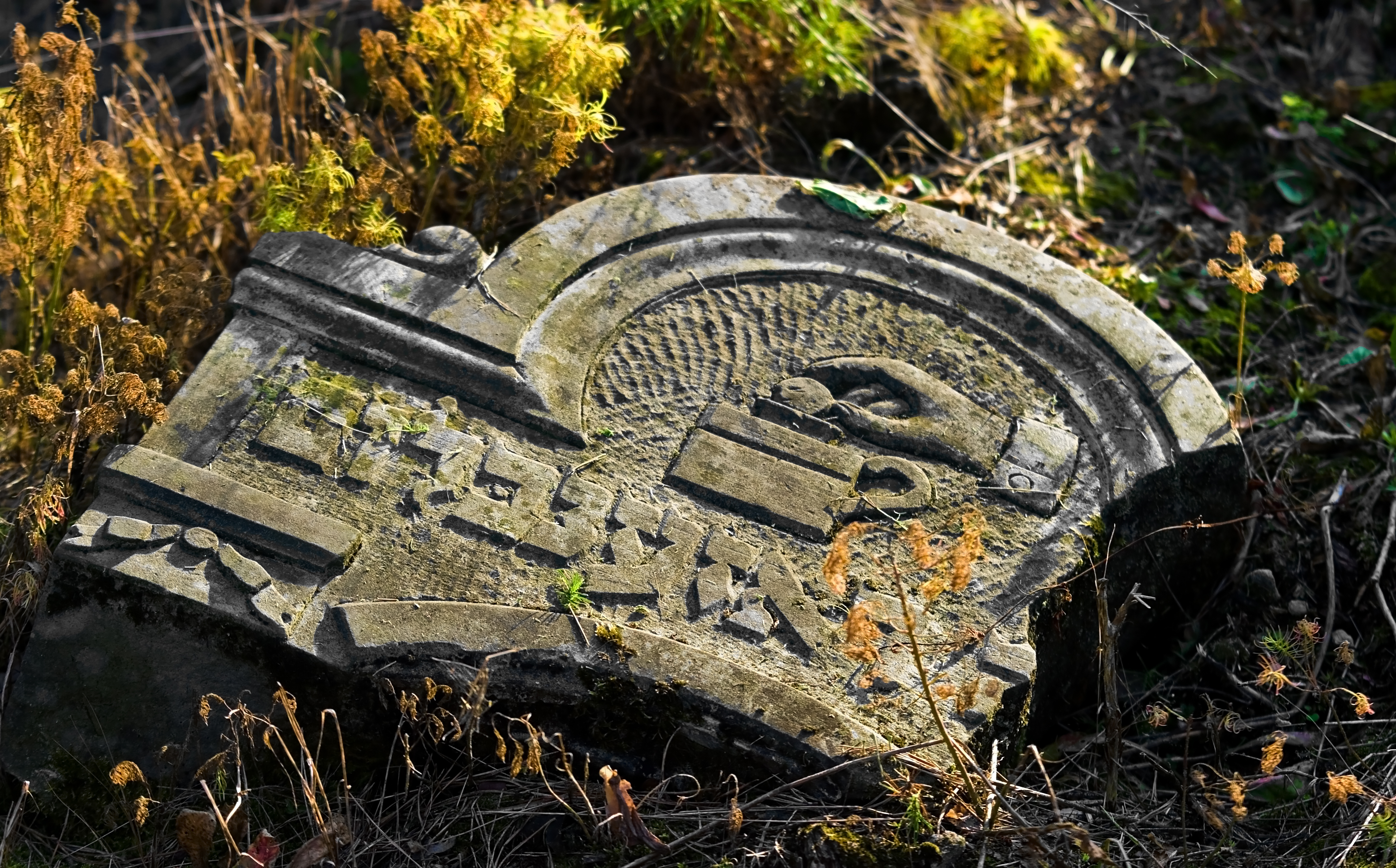
Resti in arenaria di una lapide ebraica raffigurante una scatola di Tzedakah (pushke). Cimitero ebraico di Otwock (Karczew-Anielin), Polonia.

Nel giudaismo religioso, tzedakah — termine ebraico che letteralmente significa giustizia ma comunemente usato per indicare la carità — si riferisce all'obbligo religioso di fare ciò che è giusto. Poiché è comandato dalla Torah e non è volontario, la pratica non è tecnicamente un atto di carità; un tale concetto è praticamente inesistente nella tradizione ebraica. Gli ebrei danno tzedakah, che può assumere la forma di denaro, tempo e risorse ai bisognosi, per "rettitudine" e "giustizia" piuttosto che per benevolenza, generosità o carità.
 Zakat e Sadaqah nell'Islam 
La Zakat è uno dei cinque pilastri su cui si basa la religione musulmana, dove il 2,5% del proprio risparmio è obbligatorio da versare a favore dello Zakat durante l'anno solare islamico, a condizione che il risparmio sia oltre il limite soglia, chiamato Nisab, solitamente determinato dall'autorità religiosa.
Sadaqa è un tipo di beneficenza o contributo volontario. Sadaqah può essere dato utilizzando denaro, oggetti personali, tempo o altre risorse. Non esiste un requisito minimo o massimo per Sadaqa. Anche sorridere alle altre persone è considerato un Sadaqah.
 Dāna nelle religioni indiane 
La pratica della carità è chiamata Dāna o Daana nell'induismo, nel buddismo e nel giainismo. È la virtù della generosità o del dare. Dāna è stato definito nei testi tradizionali, affermano Krishnan e Manoj, come "qualsiasi azione di rinunciare alla proprietà di ciò che si considerato o identificato come proprio, e di investire lo stesso in un destinatario senza aspettarsi nulla in cambio”. Karna, Mahabali e Harishchandra sono eroi noti anche per fare beneficenza.
La prima discussione conosciuta sulla carità come pratica virtuosa, nei testi indiani, è in Rigveda. Secondo altri testi antichi dell'induismo, dāna può assumere la forma di nutrire o dare a un individuo in difficoltà o bisogno. Può anche assumere la forma di progetti pubblici filantropici che danno potere e aiutano molti.
Dāna conduce a una delle perfezioni (pāramitā). Questo può essere caratterizzato da generosità distaccata e incondizionata, dare e lasciar andare.
Documenti storici, come quelli dello storico persiano Abū Rayḥān al-Bīrūnī che visitò l'India all'inizio dell'XI secolo, suggeriscono che dāna fosse una pratica dell'era antica e medievale tra le religioni indiane.
 Altruismo efficace 
L'altruismo efficace è una filosofia e un movimento sociale che utilizza prove e ragionamenti per determinare i modi più efficaci per avvantaggiare gli altri. L'altruismo efficace incoraggia gli individui a considerare tutte le cause e le azioni e ad agire nel modo che produca il massimo impatto positivo, in base ai propri valori. È l'approccio ampio, basato sull'evidenza e neutrale rispetto alla causa che distingue l'altruismo efficace dall'altruismo tradizionale o dalla carità. L'altruismo efficace fa parte del più ampio movimento verso pratiche basate sull'evidenza.
Mentre una parte sostanziale di altruisti efficaci si è concentrata sul settore non profit, la filosofia dell'altruismo efficace si applica in modo più ampio alla priorità dei progetti scientifici, delle aziende e delle iniziative politiche che possono essere stimate per salvare vite umane, aiutare le persone o altrimenti avere il massimo beneficio. Le persone associate al movimento includono il filosofo Peter Singer, il cofondatore di Facebook Dustin Moskovitz, Cari Tuna, Ben Delo, i ricercatori di Oxford William MacAskill e Toby Ord, la giocatrice professionista di poker Liv Boeree e lo scrittore Jacy Reese Anthis.